# Anoplure
Anoplurele (Anoplura) (din greaca anoplos = nearmat + ura = coadă) sau sifunculatele (Siphunculata) (din latina siphunculus = tub mic), numite și păduchii hematofagi, este un subordin de insecte aptere (lipsite de aripi), ectoparaziți pe mamifere, cu corpul turtit dorsoventral și aparatul bucal conformate pentru înțepat și supt. Dezvoltarea lor se face fără metamorfoză.  La eclozare, nimfa este foarte asemănătoare cu adultul; cele trei stadii nimfale se hrănesc ca și adulții cu sânge.
Anoplurele cuprind diferite specii de păduchi paraziți exclusiv pe mamifere,  care se hrănesc sugând sângele cu ajutorul unei trompe mult asemănătoare cu a altor insecte sugătoare, ca heteropterele. Ordinul Anoplura este un ordin mic; au fost descrise 543 de specii de anoplure găsite pe 812 specii de mamifere. Cele mai cunoscute exemple de păduchi sunt 2 specii ce parazitează omul și mai multe specii care trăiesc parazite pe mamiferele domestice. Cele 2 specii de păduchi care parazitează omul sunt păduchele uman (Pediculus humanus), cu 2 subspecii - păduchele de corp (Pediculus humanus humanus) și păduchele de cap (Pediculus humanus capitis), a doua specie este păduchele pubian (Pthirus pubis).  Printre speciile care trăiesc parazite pe mamiferele se numără Haematopinus eurysternus și Linognathus vituli care sunt paraziți ai boului, Haematopinus asini parazitează calul și măgarul; Haematopinus suis este unul dintre păduchii cei mai mari de la porc. Linognathus setosus parazitează căinii cu părul lung; Haemodipsus ventricosus parazitează iepurii de casă, iar Haemodipsus lyriocephalus parazitează iepurii de câmp; Polyplax spinulosa și Hoplopleura acanthopus parazitează rozătoarele.
Anoplurele se aseamănă cu malofagele (Mallophaga), de care se deosebesc prin următoarele: a) aparatul bucal este conformat pentru înțepat și supt; b) capul este totdeauna mai îngust decât toracele; c) segmentele toracice sunt fuzionate. Anoplurele sunt adeseori vectori ai unor agenți biologici care produc boli grave.

## Sistematica

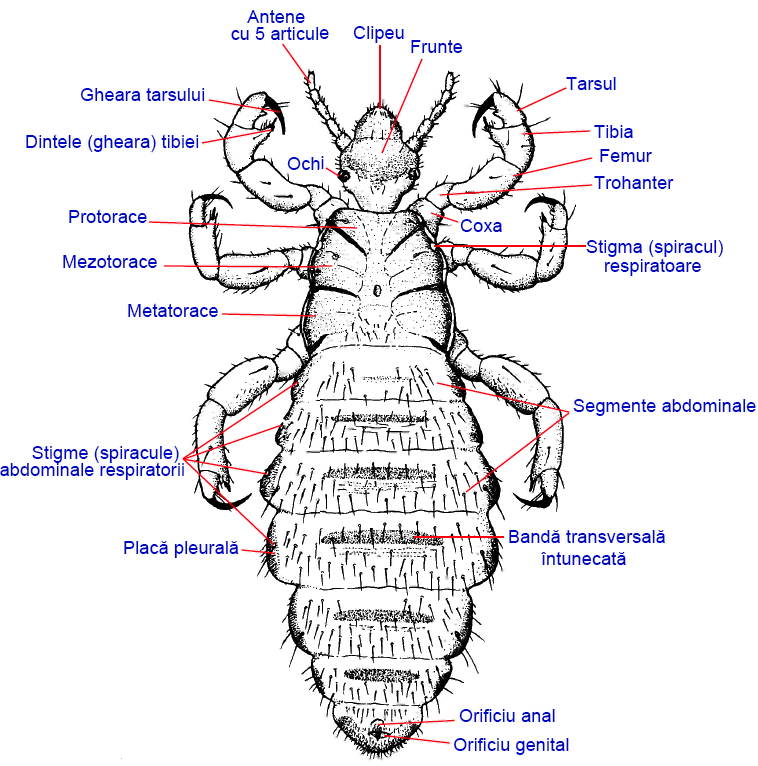
Păduchele de corp, mascul

Ordinul cuprinde 15 familii și peste 540 specii de anoplure:
- Echinophthiriidae

- Genul Antarctophthirus (6 specii) - Paraziți pe Pinnipedia
- Genul Echinophthirius (1 specie) - Paraziți pe Phocidae
- Genul Latagophthirus (1 specie) - Paraziți pe Lutra (Mustelidae)
- Genul Lepidophthirus (2 specii) - Paraziți pe Phocidae
- Genul Proechinophthirus (2 specii) - Paraziți pe Otariidae

- Enderleinellidae - Paraziți pe veverițe

- Genul Atopophthirus (2 specii) - Paraziți pe Petaurista
- Genul Enderleinellus (45 specii) - Paraziți pe Sciuridae
- Genul Microphthirus (1 specie) - Paraziți pe Glaucomys
- Genul Phthirunculus (1 specie) - Paraziți pe Petaurista
- Genul Werneckia (5 specii) - Paraziți pe Sciurinae

- Haematopinidae

- Genul Haematopinus (21 specii) - Paraziți pe Suidae, Bovidae, Cervidae, Equidae

- Hamophthiriidae

- Genul Hamophthirius (1 specie) - Paraziți pe Cynocephalus (Cynocephalidae)

- Hoplopleuridae

- Genul Ancistroplax (5 specii) - Paraziți pe Soricidae (Insectivora)
- Genul Haematopinoides (1 specie) - Paraziți pe Talpidae (Insectivora)
- Genul Hoplopleura (141 specii) - Paraziți pe Rodentia, Lagomorpha
- Genul Paradoxophthirus (1 specie) - Paraziți pe Sciurotamias (Rodentia)
- Genul Pterophthirus (5 specii) - Paraziți pe Hystricomorpha (Rodentia)
- Genul Schizophthirus (9 specii) - Paraziți pe Myomorpha (Rodentia)

- Hybophthiridae

- Genul Hybophthirus (1 specie) - Paraziți pe Tubulidentata

- Linognathidae

- Genul Linognathus (52 specii) - Paraziți pe Bovidae, Giraffidae, Canidae
- Genul Prolinognathus (8 specii) - Paraziți pe Procaviidae
- Genul Solenopotes (9 specii) - Paraziți pe Cervidae, Bovidae

- Microthoraciidae

- Genul Microthoracius (4 specii) - Paraziți pe Camelidae

- Neolinognathidae

- Genul Neolinognathus (2 specii) - Paraziți pe Macroscelididae (Insectivora)

- Pecaroecidae

- Genul Pecaroecus (1 specie) - Paraziți pe Tayassuidae

- Pedicinidae

- Genul Pedicinus (14 specii) - Paraziți pe Cercopithecidae (Primates)

- Pediculidae

- Genul Pediculus (3 specii) - Paraziți pe Cebidae, Pongidae, Hominidae

- Polyplacidae

- Genul Abrocomaphthirus (2 specii) - Paraziți pe Abrocomidae (Rodentia)
- Genul Ctenophthirus (1 specie) - Paraziți pe Echimyidae (Hystricomorpha -Rodentia)
- Genul Cuyana (1 specie) - Paraziți pe Chinchillidae (Rodentia)
- Genul Docophthirus (1 specie) - Paraziți pe Tupaiidae (Primates)
- Genul Eulinognathus (27 specii) - Paraziți pe Rodentia
- Genul Fahrenholzia (12 specii) - Paraziți pe Sciuromorpha (Rodentia)
- Genul Galeophthirus (1 specie) - Paraziți pe Caviidae (Rodentia)
- Genul Haemodipsus (7 specii) - Paraziți pe Leporidae (Lagomorpha)
- Genul Johnsonpthirus (5 specii) - Paraziți pe Sciuridae (Rodentia)
- Genul Lagidophthirus (1 specie) - Paraziți pe Chinchilla (Rodentia)
- Genul Lemurpediculus (2 specii) - Paraziți pe Lemuridae (Primates)
- Genul Lemurphthirus (3 specii) - Paraziți pe Lorisidae (Primates)
- Genul Linognathoides (11 specii) - Paraziți pe Sciuridae (Rodentia)
- Genul Mirophthirus (1 specie) - Paraziți pe Typhlomys (Rodentia)
- Genul Neohaematopinus (31 specii) - Paraziți pe Sciuridae, alte Rodentia, Insectivora
- Genul Phthirpediculus (3 specii) - Paraziți pe Indridae (Primates)
- Genul Polyplax (78 specii) - Paraziți pe Rodentia, Insectivora
- Genul Proenderleinellus (1 specie) - Paraziți pe Muridae
- Genul Sathrax (1 specie) - Paraziți pe Tupaiidae (Primates)
- Genul Scipio (3 specii) - Paraziți pe Hystricomorpha (Rodentia)
- Genul Typhlomyophthirus (1 specie) - Paraziți pe Typhlomys (Rodentia)

- Pthiridae

- Genul Pthirus (2 specii) - Paraziți pe Hominidae, Pongidae

- Ratemiidae

- Genul Ratemia (3 specii) - Paraziți pe Equidae